# Андрій Якубецький
Андрій Якубе́цький (Якубовський), біл. Андрэй Якубецкі (* 5 жовтня 1892, село Сухмені, біля м. Гродно — † після 1945) — білоруський військовик, майор, діяч культури та освіти.

## Біографія
Андрій Якубецький закінчив педагогічний інститут у Свіслочі у 1912 році. Брав участь у Першій світовій війні. У 1915 році закінчив Олександрійську військову школу у Москві. В 1918 році повернувся до Гродно, де брав участь у створенні військ БНР. Керівник ради Білоруської Народної Республіки в Гродно.
З жовтня 1919 керівник Білоруської військової комісії у Мінську . Приблизно наприкінці 1919 року за направленням БВК навчався в Офіцерській школі в Польщі.
Під кінець листопада разом з Кузьмою Терещенком у званні капітана прибув з Лодзя до Семежова для участі у Слуцькому збройному повстанні. Разом з ним до місця призначення прибуло ще 3 з 12 посланих офіцерів — поручик Федір Янушенко, капітани Антон Борик та Антон Сокіл-Кутиловський. Під час повстання 17 грудня Найвища рада БНР призначила Якубецького головнокомандуючим військ БНР. По закінченні повстання був інтернований у Польщу.
У 1921 році був арештований польською владою та ув'язнений. Після визволення в 1922 році переїхав у Литву. За запрошенням Костянтина Єзовітова перїхав у Латвію, де викладав у Дзвінську в білоруській гімназії та білоруських школах.
Член культурно-освітнього товариства «Батьківщина». За те що викладав географію по підручниках Смолича та відкрито говорив про захоплення Латвією білоруської території був заарештований та засуджений у квітні 1925.
Під час Другої світової війни працював в окупаційній адміністрації. Його доля після війни невідома.